# Nir Banim
Nir Banim (hebrejsky נִיר בָּנִים, doslova „Louka synů“,v oficiálním přepisu do angličtiny Nir Banim) je vesnice typu mošav v Izraeli, v Jižním distriktu, v Oblastní radě Be'er Tuvja.

## Geografie
Leží v nadmořské výšce 80 metrů v pobřežní nížině, v regionu Šefela. Východně od obce probíhá vádí Nachal Guvrin.
Obec se nachází 17 kilometrů od břehu Středozemního moře, cca 45 kilometrů jižně od centra Tel Avivu, cca 47 kilometrů jihozápadně od historického jádra Jeruzalému a 6 kilometrů jižně od města Kirjat Mal'achi. Nir Banim obývají Židé, přičemž osídlení v tomto regionu je etnicky převážně židovské.
Nir Banim je na dopravní síť napojen pomocí dálnice číslo 40.

## Dějiny
Nir Banim byl založen v roce 1954. Zakladatelem byli mladí obyvatelé z okolních již etablovaných mošavů z hnutí Nachal. Podle jiného zdroje došlo ke vzniku osady až v červnu 1955, kdy byla prvotní skupina osadníků napojená na hnutí Nachal rozpuštěna a její členové si mezi sebe rozdělili jednotlivé polnosti.
Správní území obce dosahuje cca 4250 dunamů (4,25 kilometru čtverečního). Místní ekonomika je stále založena na zemědělství. Od roku 1993 funguje mošav již bez výraznějších prvků družstevního hospodaření. V obci stojí pomník obětem války, obchod, knihovna a zdravotní středisko.

## Demografie
Podle údajů z roku 2014 tvořili naprostou většinu obyvatel v Nir Banim Židé (včetně statistické kategorie "ostatní", která zahrnuje nearabské obyvatele židovského původu ale bez formální příslušnosti k židovskému náboženství).
Jde o menší obec vesnického typu s dlouhodobě rostoucí populací. K 31. prosinci 2014 zde žilo 696 lidí. Během roku 2014 populace stoupla o 1,2 %.
| Rok            | 1961 | 1972 | 1983 | 1995 | 2001 | 2003 | 2004 | 2005 | 2006 | 2007 | 2008 | 2009 | 2010 | 2011 | 2012 | 2013 | 2014 |
| -------------- | ---- | ---- | ---- | ---- | ---- | ---- | ---- | ---- | ---- | ---- | ---- | ---- | ---- | ---- | ---- | ---- | ---- |
| Počet obyvatel | 244  | 328  | 272  | 402  | 529  | 553  | 588  | 599  | 632  | 641  | 639  | 639  | 665  | 661  | 663  | 688  | 696  |